# Moduli elastičnosti
Moduli elastičnosti (takođe poznat kao elastični moduli) su kvantitativna mera otpornosti jednog objekta ili supstance na elastične deformacije (i.e., one koje nisu permanentne) kada su izložene stresu. Modul elastičnosti jednog objekta je definisan kao nagib njegovog dijagrama naprezanja u regionu elastičnih deformacija: Krući materijal imaće viši modul elastičnosti. Modul elastičnosti ima oblik:
{\displaystyle \lambda \ {\stackrel {\text{def}}{=}}\ {\frac {\text{stres}}{\text{naprezanje}}}}
gde je stres sila koja uzrokuje deformaciju podeljena površinom na kojoj sila deluje, а naprezanje je odnos promene u nekom parametru uzrokovan deformacijom relativno an originalnu vrednost tog parametra. Ako se stres meri u paskalima, kako je naprezanje bezdimenzionalna veličina, jedinice za λ će takođe biti paskal.
Navođenje načina merenja stresa i naprezanja, uključujući pravce, omogućava da se definišu mnogi tipovi elastičnih modula. Tri osnovna su:
- Jangov modul (E) opisuje zateznu elastičnost, ili tendenciju objekta da se deformiše duž ose kada su suprotne sile primenjene duž te ose; on se definiše kao odnos zateznog stresa prema zateznoj deformaciji. Često se naziva samo modulom elastičnosti.
- Modul smicanja ili modul krutosti (G ili {\displaystyle \mu \,}) opisuje tendenciju smicanja datog objekta (deformacija oblika pri konstantnoj zapremini) kada na njega deluju suprotne sile; on je definisan kao smicajni stres po deformaciji smicanja.[3] Modul smicanja je deo derivacije viskoznosti.
- Modul stišljivosti (K) opisuje volumetrijsku elastičnost, ili tendenciju objekta da se deformiše u svim pravcima kada se ravnomerno opterećuje u svim pravcima; on se definiše kao volumetrijski stres po volumetrijskoj deformaciji i predstavlja inverznu kompresibilnost. Modul stišljivosti je proširenje Jangovog modula na tri dimenzije.

Tri druga modula su Puasonov odnos, Lameov parametar, i modul P-talasa.
Homogeni i izotropni (slični u svim pravcima) materijali (čvrste materije) imaju svoja (linearna) elastična svojstva u potpunosti opisana sa dva modula elastičnosti, i može se izabrati bilo koji par. Polazeći od para modula elastičnosti, svi ostali moduli elastičnosti mogu se izračunati prema predefinisan formulama. Neviskozni fluidi su posebni po tome što ne pružaju otpor na napon smicanja, što znači da je modul smicanja uvek nula. Iz toga takođe sledi da su Jangovi moduli za ovu grupu uvek jednaki nuli. U nekim engleskim tekstovima ovde opisana količina naziva se elastična konstanta, dok se inverzna količina naziva modulom elastičnosti.

## Jangov modul elastičnosti
Jangov modul elastičnosti predstavlja mjeru krutosti materijala i jednak je odnosu vučnog naprezanja i linijske vučne deformacije, u linearnom ili elastičnom dijelu dijagrama naprezanja. Krutost materijala je važna veličina pri određivanju stabilnosti i sigurnosti neke konstrukcije. Jangov modul elastičnosti vredi i za kompresiona naprezanja kod većine materijala:
{\displaystyle E\equiv {\frac {\mbox{zatezno naprezanje}}{\mbox{produženje}}}={\frac {\sigma }{\varepsilon }}={\frac {F/A_{0}}{\Delta L/L_{0}}}={\frac {FL_{0}}{A_{0}\Delta L}}}
gde je:
 — Jangov modul elastičnosti;
 — sila koja produžava šipku ili štap;
 — početni poprečni presek šipke ili štapa u mirovanju;
 — produženje šipke ili štapa;
 — početna dužina šipke ili štapa;
 — naprezanje u šipki ili štapu,
 — odnos produženja šipke ili štapa i njene dužine (bez dimenzije ili ΔL/Lo).
Jangov modul elastičnosti je nazvan prema britanskom naučniku Tomasu Jangu, iako je sam pojam razvio matematičar Leonard Ojler, a prvi je eksperimente izveo Italijan Đordano Rikati 1782, 25 godina pre Tomasa Janga.

## Modul smicanja
Modul smicanja se definiše kao smicajni stres po deformaciji smicanja:
{\displaystyle G\ {\stackrel {\mathrm {def} }{=}}\ {\frac {\tau _{xy}}{\gamma _{xy}}}={\frac {F/A}{\Delta x/l}}={\frac {Fl}{A\Delta x}}}
gde je
{\displaystyle \tau _{xy}=F/A\,} — smicajni stres
{\displaystyle F} — sila koja deluje na objekat
{\displaystyle A} — površina na koju sila deluje
{\displaystyle \gamma _{xy}} — deformacija smicanja. U inženjerstvu {\displaystyle :=\Delta x/l=\tan \theta }, drugde {\displaystyle :=\theta }
{\displaystyle \Delta x} — poprečni pomak
{\displaystyle l} — inicijalna dužina

## Modul stišljivosti
Modul stišljivosti ({\displaystyle K} ili {\displaystyle B}) supstancije je mera koliko je ta supstancija otporna na kompresiju. Definiše se kao odnos infinitezimalnog povećanja pritiska i rezultujućeg relativnog smanjenja zapremine.
Drugi moduli opisuju odgovor materijala (v. deformacije) na razne vrste naprezanja: modul smicanja opisuje rezultate smicanja, a Jangov modul rezultate linearnog naprezanja. Za tečnosti, samo modul stišljivosti ima smisla. Za kompleksne anisotropične čvrste materije kao što je drvo ili papir, ova tri modula ne sadrže dovoljno informacija da se opiše njihovo ponašanje, pa mora da se koristi potpuno generalizovani Hukov zakon.

## Literatura
- Dieter, G. E. (3 ed.). (1989). Mechanical Metallurgy. New York: McGraw-Hill.  0-07-100406-8.
- Landau, L.D. and E.M.Lifshitz. (1959). Theory of Elasticity.
- (4. izd.). (1944). Treatise on the Mathematical Theory of Elasticity. New York: Dover Publications.  0-486-60174-9.
- Gallas, Marcia R.; Piermarini, Gasper J. (1994). „Bulk Modulus and Young's Modulus of Nanocrystalline γ-Alumina”. Journal of the American Ceramic Society (на језику: енглески). 77 (11): 2917—2920. ISSN 1551-2916. doi:10.1111/j.1151-2916.1994.tb04524.x.
- „Graphite Properties Page by John A. Jaszczak”. pages.mtu.edu. Приступљено 2021-07-16.
- H., Courtney, Thomas (2013). Mechanical Behavior of Materials (2nd ed. Reimp изд.). New Delhi: McGraw Hill Education (India). ISBN 978-1259027512. OCLC 929663641.